# 2154 Underhill
2154 Underhill è un asteroide della fascia principale. Scoperto nel 1960, presenta un'orbita caratterizzata da un semiasse maggiore pari a 2,6348539 UA e da un'eccentricità di 0,1246406, inclinata di 7,75578° rispetto all'eclittica.